# The Pursuit of Pleasure (film 1915)
The Pursuit of Pleasure è un cortometraggio muto del 1915 diretto da Harry Harvey. Secondo film della serie Who Pays? che aveva come protagonisti Henry King e Ruth Roland.

## Produzione
Il film fu prodotto dalla Balboa Amusement Producing Company. Venne girato a Long Beach, la cittadina californiana sede della casa di produzione.

## Distribuzione
Distribuito dalla Pathé Exchange, il film - un cortometraggio di tre bobine - uscì nelle sale cinematografiche statunitensi il 19 aprile 1915.  Tutti e dodici i film della serie sono conservati negli archivi dell'UCLA Film and Television.